# Памятник лётчикам-нарофоминцам
Па́мятник лётчикам-нарофоми́нцам, герои́ческим защи́тникам Ро́дины — самолёт-памятник МиГ-17 в городе Наро-Фоминске Московской области.
Установлен в парке Победы на Профсоюзной улице, в 90 метрах от берега реки Нара. Посвящён военным лётчикам, защищавшим в небе в годы Великой Отечественной войны подступы к Москве. 

## История создания
Установка памятника лётчикам-нарофоминцам была приурочена к празднованию 60-летия города Наро-Фоминска, отмечаемому 26 июля 1986 года.
Самолёт МиГ-17 был предоставлен городу воротынским авиаклубом ДОСААФ СССР, доставлен в Наро-Фоминск бывшим военным лётчиком П. С. Кошелевым. Он же руководил его установкой на постамент.
Постамент для памятника был сварен на Апрелевском заводе металлоконструкций, монтаж производился силами специалистов треста «Промстройгаз».
Первоначально планировалось установить самолёт горизонтально, но в ходе работ было принято решение сделать крутой наклон. В результате самолёт устремлён практически вертикально вверх. 
Время показало правильность такого решения. Так-как залезть на самолёт стало практически невозможно это уберегло его от вандалов в 90-е годы.
Самолёт подняли на постамент с помощью подъёмного крана и закрепили его. После монтажа обратили внимание что оставили открытым «фонарь» самолёта. Пришлось дополнительно вызвать машину с подъёмником.
Все работы по установке памятника и благоустройству территории вокруг него были завершены к юбилею города — 26 июля 1986 года.
Торжественный митинг по случаю открытия памятника состоялся в 9:30 утра по московскому времени. На открытии присутствовали нарофоминцы и гости города.
Митинг открыл первый секретарь городского комитета КПСС В. И. Крамков, выступали: лётчик-испытатель И. Е. Фёдоров, секретарь комитета ВЛКСМ шёлкового комбината Ольга Липатова, бывший лётчик и поэт Н. И. Морозов.
Почётное право открытия памятника было предоставлено председателю исполкома Наро-Фоминского горсовета И. В. Фисенко и военному лётчику, позднее директору совхоза «Красная Пресня» А. А. Васину.
Жители города Наро-Фоминска и района самоотверженно сражались на фронтах Великой Отечественной войны. 25 из них были удостоены звания Героя Советского Союза. Среди них лётчики – Сергей и Александр Курзёнковы, Пётр Самохин. Их именами названы улицы городов Наро-Фоминского района.

## Описание
Памятник представляет собой самолёт МиГ-17 приведённый в нелётное состояние, с демонтированным двигателем и аппаратурой, поднятый на высокий постамент и закреплённый практически под вертикальным углом.
Постамент — металлический каркас смонтированный на железобетонной площадке, обшитый металлическим листом и окрашенный серебрянкой.
Перед постаментом установлена гранитная плита на которой закреплена мраморная аннотационная доска с гравированным текстом.
| Текст доски гласит: Лётчикам-нарофоминцам героическим защитникам Родины ——— ★ ——— |